# Machine Fucking Head Live
Machine Fucking Head Live (auf dem Cover Machine F**king Head Live) ist das zweite Livealbum der US-amerikanischen Thrash-Metal-Band Machine Head. Es erschien am 9. November 2012 über Roadrunner Records.

## Entstehung und Hintergrund
Die Idee, ein zweites Livealbum zu veröffentlichen kam der Band während der Nordamerika-Tournee für ihr siebtes Studioalbum Unto the Locust. Machine Head spielte zwischen Herbst 2011 und Sommer 2012 die sogenannte The Eighth Plague-Tournee zusammen mit Suicide Silence, Darkest Hour, Bring Me the Horizon und DevilDriver.

„Die Shows des letzten Tourabschnitts waren so unglaublich fett und die Head Cases [Bezeichnung der Band für ihre Fans] waren dermaßen intensiv, sodass wir das Ganze einfach dokumentieren mussten.“

Die Konzerte wurden vom Bozz Porter mitgeschnitten. Spielfehler und schiefe Gesänge wurden dabei so belassen und nicht im Studio korrigiert. Gemischt und gemastert wurde Machine Fucking Head Live von Juan Urtega und Robb Flynn in den Trident Studios in Pachecho, Kalifornien. Die 15 für das Doppelalbum ausgewählten Lieder stammen überwiegend von den letzten beiden Studioalben Unto the Locust und The Blackening. Die Alben The More Things Change…, The Burning Red, Supercharger und Through the Ashes of Empires sind hingegen nur mit jeweils einen Titel vertreten. Laut Robb Flynn wurden die Lieder nach den Reaktionen von Band und Publikum ausgewählt.

## Titelliste
| CD 1 1. I Am Hell (Sonata in C#) – 9:28 2. Be Still and Know – 5:55 3. Imperium – 7:54 4. Beautiful Mourning – 4:38 5. The Blood, the Sweat, the Tears – 4:34 6. Locust – 7:56 7. This is the End – 6:13 8. Aesthetics of Hate – 6:51 9. Old – 3:57 | CD 2 1. Darkness Within – 8:21 2. Bulldozer – 5:34 3. Ten Ton Hammer – 4:45 4. Who We Are – 7:19 5. Halo – 10:01 6. Davidian – 5:14 |

Die Deluxe Digital Edition des Albums enthält als Bonus noch das Lied Alan’s on Fire (Poison-Idea-Coverversion), My Misery sowie Demoversionen der Lieder Locust und This is the End. Wer das Album auf der Homepage von Roadrunner Records vorbestellte erhielt als Bonus noch die sechs Lieder umfassende EP B-Sides and Rarities EP. Diese enthält die Lieder Negative Creep, The Possibility of Life’s Destruction und Hole in the Sky (Coverversionen von Nirvana, Discharge und Black Sabbath) sowie Demoversionen der Lieder Locust, Be Still and Know sowie I Am Hell (Sonata in C#).

## Rezeption
Anzo Sadoni vom deutschen Magazin Metal Hammer schrieb in seiner Rezension, dass der Band die „Quadratur des Kreises gelang“, weil das Publikum „zu jeder Sekunde zu hören ist“ und dennoch „der Sound der Band glasklar kommt“ und vergab dafür mit sieben von sieben Punkten die Höchstnote. Laut Peter Kubaschk vom Onlinemagazin Powermetal.de „bietet das Album 100 Minuten allerbeste Unterhaltung“, er lobte die „gelunge Songauswahl“ und den „angenehm authentischen Sound“. Gleichzeitig bemängelte er, dass das Konzert nicht auch auf DVD/BluRay veröffentlicht wird. Thomas Meyns vom Onlinemagazin Metalnews.de bezeichnete Machine Fucking Head Live als eine „amtliche Live-Platte, die für absolut authentische Konzert-Atmosphäre im heimischen Wohnzimmer sorgt“. Allerdings bezeichnete Meyns die Tatsache, dass hier nicht ein einzelner Abend, sondern diverse Tourstationenen festgehalten wurden als „ärgerlich“.
Machine Fucking Head Live stieg auf Platz 56 der österreichischen und Platz 62 der deutschen Albumcharts ein.